# فيكتوريا راجيسيك
فيكتوريا راجيسيك (بالإنجليزية: Viktorija Rajicic)‏ مواليد 7 أبريل 1994 في ملبورن، هي لاعبة كرة مضرب أسترالية بدأت مسيرتها كمحترفة سنة 2011 تلعب باليد اليمنى. أعلى تصنيف لها في الفردي كان 279. أعلى تصنيف لها في الزوجي كان 337.

## النهائيات

### الفردي (2–1)
| الحصيلة | الرقم | التاريخ        | الدورة              | الأرضية | المنافس    | النتيجة        |
| ------- | ----- | -------------- | ------------------- | ------- | ---------- | -------------- |
| الوصافة | 1.    | 26 فبراير 2012 | ميلدورا، أستراليا   | عشبية   | أشلي بارتي | 1–6, 6–7(8–10) |
| الفوز   | 1.    | 10 مارس 2013   | سيدني 2، أستراليا   | صلبة    | جيسيكا مور | 5–7, 6–3, 6–2  |
| الفوز   | 2.    | 31 مارس 2013   | بوندابيرج، أستراليا | ترابية  | يوريكا سما | 6–4, 6–3       |

## الخط الزمني للزوجي
مفتاح
| ف | ن | ن.ن | ر.ن | د# | د.م | ل | أ.أ | ت | غ | ب | ف | ذ | م.خ | ل.ت |

(ف) فاز بالبطولة (ن) وصل النهائي (ن.ن) نصف النهائي (ر.ن) ربع النهائي (د#) الأدوار الأربعة الأولى (د.م) دور المجموعات (ل) شارك في كأس ديفيز (أ.أ) خرج من الأدوار الاولى (ت) خسر التصفيات التأهيلية (غ) غاب عن الحدث أو البطولة (ب) حصل على ميدالية برونزية (ف) حصل على ميدالية فضية (ذ) حصل على ميدالية ذهبية (م.خ) بطولة الماسترز خُفضت إلى مرتبة أقل (ل.ت) البطولة لم تعقد في السنة المعينة.
لتجنب الارتباك وازدواجية الحساب، يتم تحديث هذه المعلومات إما في نهاية البطولة، أو عندما تكون مشاركة اللاعب في البطولة قد انتهت.
| دورات الجراند سلام |     |     |     |     |
| أستراليا المفتوحة  | د1  | د1  | د1  | 0–3 |
| فرنسا المفتوحة     |     |     |     | 0–0 |
| بطولة ويمبلدون     |     |     |     | 0–0 |
| أمريكا المفتوحة    |     |     |     | 0–0 |
| فوز-خسارة          | 0–1 | 0–1 | 0–1 | 0–3 |

## روابط خارجية
- فيكتوريا راجيسيك على موقع رابطة محترفات التنس (الإنجليزية)
- فيكتوريا راجيسيك على موقع الاتحاد الدولي لكرة المضرب (الإنجليزية)
- فيكتوريا راجيسيك على موقع اتحاد التنس الأسترالي (الإنجليزية)
- فيكتوريا راجيسيك على موقع خلاصة التنس.كوم (الإنجليزية)
- فيكتوريا راجيسيك على موقع إي إس بي إن.كوم (الإنجليزية)